# Allocosa mossamedesa
Allocosa mossamedesa este o specie de păianjeni din genul Allocosa, familia Lycosidae, descrisă de Roewer, 1959.
Este endemică în Angola. Conform Catalogue of Life specia Allocosa mossamedesa nu are subspecii cunoscute.